# Гризеры
Гризеры (от англ. grease — «бриолин», также «бриолинщики») — молодёжная субкультура, получившая популярность в 1950-е годы в Соединённых Штатах, в основном на северо-востоке (преимущественно из италоамериканцев) и юге страны (преимущественно из латиноамериканцев), и существующая по сей день. Стиль бриолинщиков был популярен среди многих людей как выражение молодёжного бунта. В основном бриолинщиками являлись представители рабочего класса, отставные военные, музыканты и безработные.
В период с 1956 по 1960 годы, когда по всей Америке распространился культ «Элвисомании», субкультура гризеров была взята за основу создания нового культурного феномена под названием рокабилли. Это были «бунтари» против пуританского образа жизни сытых потребителей, который сформировался в США на волне послевоенного экономического подъёма.
Гризеры — это стиль в одежде и прическе, зародившийся ещё в послевоенные 40-е годы в среде первых «банд» байкеров, основу которых составляли вчерашние солдаты и офицеры, которые не захотели возвращаться к мирной и уютной жизни оседлых семьянинов и колесили по стране в поисках приключений. Тяжелых преступлений они не совершали, но часто подвергались прессингу полицейских и нападкам со стороны негативно настроенных обывателей. Прототипом культового «косоворота» гризеров и не менее легендарного «бомбера» рокабиллов является верхняя одежда американских летчиков времен Второй Мировой (истребителей и бомбардировщиков соответственно).

## Название
Этимология термина «гризер» (англ. Greaser) неизвестна. Ко времени Гражданской войны в США слова «гризер» и «гризбол» использовалось как расистские. Предполагается, что это слово возникло в конце XIX века в Соединенных Штатах как уничижительное обозначение бедных рабочих, в частности итальянского, греческого или мексиканского происхождения. Похожий термин «гризбол» является ругательством для лиц итальянского или греческого происхождения, хотя в меньшей степени он также использовался в более общем смысле для обозначения всех средиземноморских, латиноамериканских или испаноязычных людей.
Относительно субкультуры, название «гризеры» используется из-за причёсок: волосы смазываются специальными помадами для волос (бриолином) и укладываются в разнообразные причёски. Термин «greasers» для обозначения членов субкультуры получил широкое распространение в 1970-х, в рамках возрождения интереса к массовой культуре 1950-х годов. Одним из первых публичных проявлений интереса к бриолинщикам был рекламный ролик напитка 7 UP 1971 года.

## Внешний вид
В 1950-е годы для бриолинщиков Северной Америки были характерны любовь к переделанным для гонок автомобилям хот-родам, мотоциклам и музыке в стилях рок-н-ролл и рокабилли. Как правило, они носили цветные футболки и рубашки (часто с закатанными рукавами), трикотажные итальянские рубашки, «бейсбольные» футболки («боулинговые» рубашки бриолинщики не носили), кожаные мотоциклетные куртки «перфекто» (в России известна как «косуха») и подкатанные джинсы Levi’s чёрного или синего цвета. Обувью могли быть чёрные мотоциклетные сапоги «инженеры», армейские ботинки или ковбойские сапоги на высоких каблуках; бриолинщики также могли носить банданы, кепки и цепи. Свои причёски они делали с помощью большого разнообразия гелей, лосьонов и помад для волос.

## Родственные субкультуры
Субкультура, родственная гризерам, в 1950-е годы получила своё распространение в Великобритании. Это были так называемые «Тедди-бои». Хулиганы уровня футбольных фанатов современной Англии. В других странах Европы популярность в 1950-е снискала уже культура рокабилли. Её музыкальный характер привнес своими гастролями Билл Хейли, а внешнюю атрибутику и образность — Элвис Пресли. По объективным причинам в СССР подобные направления рассматривались как неприемлемые для государственной идеологии и подвергались общественному порицанию (см. Стиляги). В России рокабилли получили распространение с конца 1980-х, в первую очередь — в Санкт-Петербурге и Москве. Начиная с 1990-х, рокабилли появляются и в Японии.

## В искусстве
Образы гризеров были показаны в ряде американских (и не только) фильмов начиная с 1950-х годов и вплоть до современных, а также использованы в компьютерных играх, комиксах, мультфильмах и анимэ.

### В кинематографе
- 1953 — «Дикарь» (США). Именно благодаря этому фильму, а именно образу «дикаря» Марлона Брандо, начала своё активное развитие субкультура гризеров.
- 1955 — «Бунтарь без причины» (США). Джеймс Дин в главной роли.
- 1955 — «Быстрые и яростные» (США)
- 1957 — «Hot Rod Rumble» (США)
- 1958 — «Бунт» (США)
- 1958 — «Тайна средней школы» (США)
- 1961 — «Вестсайдская история» (США)
- 1961 — «Дикарь» (США). Элвис Пресли в главной роли.
- 1961 — «Юные дикари» (США)
- 1962 — «Проклятые» (Великобритания)
- 1963 — «Пляжная вечеринка» (США)
- 1964 — «Парни в кожанках» (Великобритания)
- 1964 — «Рабочий по найму» (США). Элвис Пресли в главной роли.
- 1964 — «Ужас на пляже для пирушек» (США)
- 1965 — «Пляжные игры» (США)
- 1970 — «Крест и нож» (США)
- 1973 — «Американские граффити» (США)
- 1973 — «Пустоши» (США)
- 1974 — «Граница округа Мэйкон» (США)
- 1974 — «Лорды из Флэтбуша» (США)
- 1974 — «Парень из Калифорнии» (США)
- 1975 — «Возвращение в округ Мэйкон» (США)
- 1978 — «Бриолин» (США). В мюзикле использованы очень «слащавые» и стереотипные образы бриолинщиков.
- 1978 — «Горячая жевательная резинка» (Израиль / ФРГ)
- 1978 — «История Бадди Холли» (США)
- 1979 — «Квадрофения» (Великобритания)
- 1979 — «Новые американские граффити» (США)
- 1979 — «Элвис» (США)
- 1979 — «Hot Rod» (США)
- 1981 — «Без любви» (США)
- 1982 — «Бриолин 2» (США)
- 1982 — «Взрывающийся город» (Япония)
- 1982 — «Обжора» (Канада)
- 1983 — «Бал» (Франция / Италия / Алжир)
- 1983 — «Бойцовая рыбка» (США)
- 1983 — «Изгои» (США)
- 1983 — «Порки 2: На следующий день» (США)
- 1983 — «Сердце, как колесо» (США)
- 1983 — «Эдди и круизеры» (США)
- 1984 — «Улицы в огне» (США)
- 1985 — «Назад в будущее» (США)
- 1985 — «Парень с небес» (США)
- 1985 — «Радиоактивные грёзы» (США)
- 1985 — «Шалопай» (США)
- 1986 — «Кобра» (США). Персонаж Сильвестра Сталлоне до службы в полиции был бриолинщиком, но так и не поменял образ жизни, оставшись бунтарём.
- 1987 — «Ла Бамба» (США)
- 1987 — «Малыши из мусорного бачка» (США). Экранизация одноимённой серии детских коллекционных карточек. Персонаж Грег является гризером, но в русском переводе его назвали «кочегар».
- 1987 — «Пропащие ребята» (США)
- 1987 — «Чикаго Блюз» (США)
- 1989 — «Эдди и «Странники» 2» (США)
- 1990 — «Книга любви» (США)
- 1990 — «Оно» (США). В фильме орудует банда бриолинщиков «The Bowers Gang».
- 1990 — «Плакса» (США)
- 1990 — «Приключения Форда Фэрлейна» (США)
- 1991 — «Джонни Замша» (США / Франция / Швейцария)
- 1991 — «Иногда они возвращаются» (США)
- 1992 — «Двухместное авто» (США)
- 1992 — «Истории о сильных людях» (США)
- 1992 — «Кожаные куртки» (США)
- 1993 — «Жизнь этого парня» (США)
- 1994 — «Гонщики» (США)
- 1998 — «Плезантвиль» (США)
- 2002 — «Дикая банда» (США)
- 2003 — «Подержанные львы» (США). Главные герои в баре дерутся с бандой бриолинщиков.
- 2008 — «Индиана Джонс и Королевство хрустального черепа» (США)
- 2008 — «Самый быстрый «Индиан»» (США / Новая Зеландия)
- 2011 — «Двойка пик» (США)
- 2015 — «Семья Боскампи» (Нидерланды)
- 2016 — «Бриолин в эфире!» (США). Телевизионный ремейк фильма 1978 года.
- 2017 — «Бэдсвилль» (США / Канада)
- 2023 — «Байкеры» (США)

### В сериалах
- «Счастливые дни» (1974 — 1984, США)
- «Лаверна и Ширли» (1976 — 1983, США)
- «Изгои» (1990, США)
- «Бриолин: Взлёт розовых леди» (2023, США)

### В анимации
- Мультсериал «Фонз и банда Счастливых Дней» является спин-оффом телесериала «Счастливые дни» и рассказывает о приключениях одного из главных героев оригинала Артура «Фонзи» Фонзарелли.
- В мультсериале «Весельчак Кенди и его отряд» есть персонаж-гризеры по имени Честер, глуповатый помощник главного антагониста.
- Мультфильм «Волосы дыбом» полностью посвящён американской молодёжи 1950-х годов.
- В мультсериале «Котопёс» главные герои противостоят банде антропоморфных собак-бриолинщиков.
- Мультипликационный персонаж Джонни Браво из одноимённого мультфильма является пародией на бриолинщика — мускулистый, чересчур самоуверенный в себе «мачо» с гипертрофированной причёской «помпадур», но при этом обделённый интеллектом, постоянно попадает в неприятности, что, впрочем, нисколько его не беспокоит.
- «Take My Wife, Sleaze» — восьмой эпизод одиннадцатого сезона «Симпсонов». В начале эпизода семья Симпсонов приходит в кафе «Greaser's», где в конкурсе танцев Гомер выигрывает мотоцикл.
- В мультсериале «Гриффины» зачастую пародируют бриолинщиков, как часть американской поп-культуры, особенно, когда хотят показать «стереотипных итальянцев».
- В аниме «Красная черта» главный герой, Джошуа Панкхед, является бриолинщиком с очень гипертрофированной причёской и перемещается на ховербайке, стилизованном под чоппер.
- В мультсериале «Губка Боб Квадратные Штаны» в некоторых сериях главный герой сталкивается с бандами бриолинщиков, которые, в свою очередь, не всегда оказываются антагонистами.

### В компьютерных играх
- В играх Street Rod (1989) и Street Rod 2 (1991) главными героями являются бриолинщики, занимающиеся нелегальными гонками.
- В игре Grim Fandango персонаж Глоттис, что является демоном-автомехаником, основан на персонаже, созданном знаменитым кастомайзером Эдом Ротом, Рэт Финке. Глоттис явно задумывался, как представитель рокабилли-культуры: он помешан на хот-родах, имеет соответствующую причёску и носит рубашку для боулинга.
- В игре Fallout 3 бриолинщиками являются члены банды «Туннельные змеи» из убежища 101 в котором проживает главный герой.
- В игре Fallout: New Vegas бриолинщики — это банда «Короли», подражающие Элвису Пресли.
- В игре Fallout 4 бриолинщики представлены бандой «Атомные коты», члены которой придерживаются классического для бриолинщиков стиля в одежде и живут в гараже, но вместо автомобилей увлекается ремонтом и модификацией силовой брони.
- В игре Bully группировка бриолинщиков учится в школе, куда попадает главный герой. В русской локализации, от «Логрус», группировка была названа «Понтовые».
- В игре Mafia II бриолинщики являются криминальной группировкой, занимающейся угонами автомобилей, нелегальными гонками и хулиганством. Здесь им отведена отдельная глава, где главный герой почти полностью уничтожает их банду. Также для игры выпущено официальное дополнение «Greaser Pack», которое добавляет в игру два костюма для главного героя (костюм Марлона Брандо из фильма «Дикарь» и костюм автогонщика, состоящий из кожаного комбинезона и шлема) и два хот-рода.
- В игре Retro City Rampage образ главного героя взят с бриолинщиков.
- В игре Hearthstone имеется карта Архивная копия от 19 мая 2017 на Wayback Machine «Ворген — стиляга» с характерной прической.